# 森本省一郎

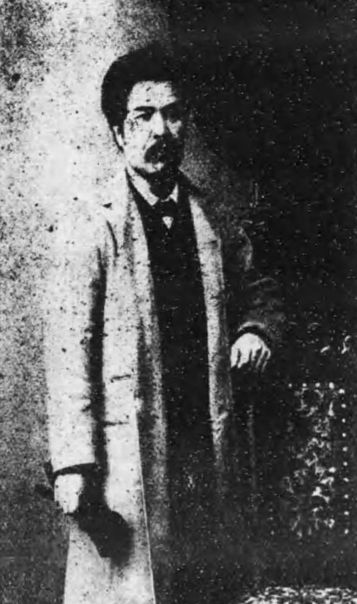
森本省一郎

森本 省一郎（もりもと しょういちろう、文久元年9月（1861年） - 大正8年（1919年）2月20日）は、日本の政治家。衆議院議員、号は湘竹仙史。

## 来歴
信濃国安曇郡立田村（現長野県松本市）に森本義男の子として生まれる。祖父の森本良右衛門は松本藩の議事下局出役を務め、父の義男は長野県会議員を務めた。
筑摩県師範学校に学び、明治12年（1879年）に卒業し梓小学校長に就任する。翌年（1880年）松沢求策について奨匡社に参画し、国会開設運動に奔走したが、一年余りで教職を辞し上京、帰郷後の同19年（1886年）埴科郡書記となり、同21年（1888年）長野県会議員に当選し、県参事会員を兼任する。土木行政の折衝にあたり、道路や河川の整備に尽力した。県内に分県論が持ち上がると、実現に向けて奔走したが、内務省の反対で実現しなかった。同27年（1894年）第3回衆議院議員総選挙に初当選した。大正元年（1912年）に政界を引退。

## 著書
- 『平林甚左衛門之伝』（1917年）